# Santal
I Santal, o Santhal, sono la più grande comunità tribale dell'India. Si trovano negli stati occidentali del Bengala, Bihar, Jharkhand e Orissa. Vi è anche una significativa minoranza santali nel vicino Bangladesh.

## Lingua
La lingua santali fa parte del ceppo austro-asiatico, collegata al vietnamita e alla lingua khmer.
In passato è stata trascritta sia con la scrittura indiana che con l'alfabeto latino, ma dal XX secolo possiede un proprio alfabeto, l'Ol Chiki, in cui i caratteri (fonetici) sono di ispirazione pittografica.

## Cultura
La cultura di questo popolo ha attirato per decenni gli antropologi.
Il primo tentativo di conoscere questa popolazione fu fatto da missionari cristiani e in particolare dal norvegese Paul Olaf Bodding.
La loro cultura è stata influenza da quella indiana e da quella occidentale ma le musiche e le danze tradizionali sono rimaste intatte.